# Myopterus daubentonii
Myopterus daubentonii је сисар из реда слепих мишева. 

## Угроженост
Подаци о распрострањености ове врсте су недовољни.

## Распрострањење
Врста има станиште у ДР Конгу, Обали Слоноваче, Сенегалу и Централноафричкој Републици.

## Популациони тренд
Популациони тренд је за ову врсту непознат.

## Станиште
Врста Myopterus daubentonii има станиште на копну, у рубним пределима између сувих шума и сувих савана. Гнезди се у шупљем дрвећу.
Врста је по висини распрострањена до 1250 метара надморске висине.